# 뒤꿈치

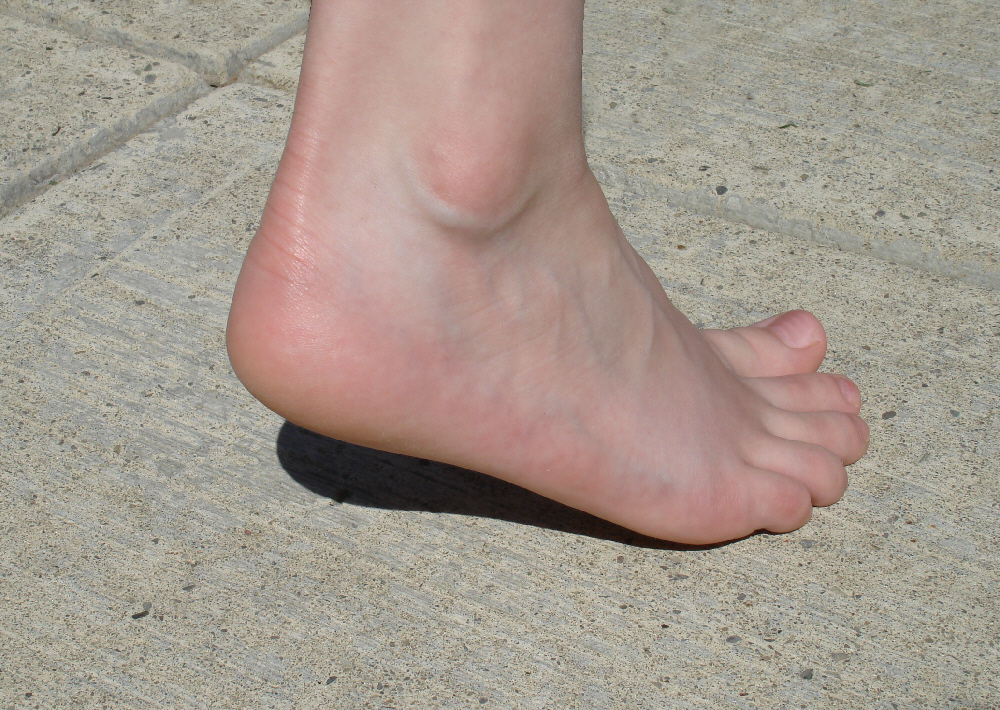
여성의 발뒤꿈치

뒤꿈치는 발의 뒷부분을 말한다. 보통 딱딱하고 굳은살이 있다. 발 뒷쪽의 균형을 잡는 데에 쓰인다.

## 같이 보기
- 발바닥
- 발